# Décès en octobre 1997
Décès
- 1993
- 1994
- 1995
- 1996
- 1997
- 1998
- 1999
- 2000
- 2001

Pour une information complémentaire, voir la page d'aide.

| Date        | Nom                                   | Activités                                                | Âge | Source |
| ----------- | ------------------------------------- | -------------------------------------------------------- | --- | ------ |
| 1er octobre | Gul Mohammed                          | le plus petit homme du monde                             | 40  |        |
| 1er octobre | Chico                                 | footballeur international Brésilen                       | 75  |        |
| 2 octobre   | Pierre Gascon                         | journaliste québécois                                    | ?   |        |
| 2 octobre   | Esa Seeste                            | gymnaste finlandaise                                     | ?   |        |
| 2 octobre   | Jean Lafontaine                       | comédien québécois                                       | 48  |        |
| 2 octobre   | John Ashley                           | acteur, chanteur et producteur américain                 | 62  |        |
| 3 octobre   | Alfred Leslie Rose                    | érudit britannique                                       | 97  |        |
| 3 octobre   | Alfred Leslie Rose                    | érudit britannique                                       | 97  |        |
| 3 octobre   | Millard Lampell                       | compositeur et parolier américain                        | 78  |        |
| 3 octobre   | Jarl Kulle                            | acteur suédois                                           | 70  |        |
| 3 octobre   | André Isoardo                         | conseiller régional français                             | ?   |        |
| 3 octobre   | Verna Hillie                          | actrice américaine                                       | ?   |        |
| 3 octobre   | Robert Devoucoux                      | peintre français                                         | 86  |        |
| 4 octobre   | Isabel Miller                         | romancière américaine                                    | ?   |        |
| 4 octobre   | Dave Marr                             | golfeur américain                                        | 63  |        |
| 4 octobre   | Gunpei Yokoi                          | Game designer Japonais                                   | 56  |        |
| 4 octobre   | Romano Amerio                         | théologien catholique suisse                             | 92  |        |
| 5 octobre   | Bernard Yago                          | cardinal ivoirien                                        | 81  |        |
| 5 octobre   | Johnny Vander Meer                    | joueur de baseball américain                             | 82  |        |
| 5 octobre   | Andrew Keir                           | Acteur écossais.                                         | 71  | (en)   |
| 5 octobre   | Arthur Tracy                          | chanteur américain                                       | 98  |        |
| 5 octobre   | Otto Ernst Remer                      | officier militaire allemand                              | 74  |        |
| 5 octobre   | Brian Pillman                         | footballeur canadien                                     | 35  |        |
| 5 octobre   | Maurice-Raymond de Brossard           | officier de marine, historien et peintre français        | 88  |        |
| 6 octobre   | Yevgeny Khaldei                       | photographe russe                                        | 80  |        |
| 6 octobre   | Raoul Du Pouget de Nadaillac          | général français                                         | 90  |        |
| 6 octobre   | Richard Caron                         | romancier français                                       | 65  |        |
| 6 octobre   | Orlando Agostini                      | officier militaire argentin                              | 72  |        |
| 7 octobre   | Michel Roland                         | pharmacologue belge                                      | ?   |        |
| 8 octobre   | William Belser Spong                  | sénateur américain                                       | 77  |        |
| 8 octobre   | Georges Montaron                      | journaliste français                                     | 56  |        |
| 8 octobre   | John Merricks                         | skipper britannique                                      | 26  |        |
| 8 octobre   | Bertrand Goldberg                     | architecte américain                                     | 84  |        |
| 8 octobre   | Gérard Cellier                        | journaliste québécois                                    | 60  |        |
| 9 octobre   | Jean Pasqualini                       | auteur français                                          | 71  |        |
| 9 octobre   | Jimmy Ferguson                        | chanteur canadien                                        | 57  |        |
| 9 octobre   | Albert Dérozier                       | auteur français                                          | ?   |        |
| 9 octobre   | Gilles Boulet                         | fondateur de l’Université du Québec à Trois-Rivières     | ?   |        |
| 10 octobre  | George Malcolm                        | claveciniste britannique                                 | 80  |        |
| 10 octobre  | Sven Follin                           | psychiatre français                                      | 71  |        |
| 11 octobre  | Alistair Macready Bell                | graveur canadien                                         | 84  |        |
| 11 octobre  | Käthe Gold                            | actrice autrichienne                                     | 90  |        |
| 12 octobre  | John Denver                           | chanteur et parolier américain                           | 53  |        |
| 12 octobre  | Fred McCain                           | député canadien                                          | 79  |        |
| 13 octobre  | Frazier Robinson                      | joueur de baseball américain                             | 82  |        |
| 13 octobre  | Richard Mason                         | romancier américain                                      | 78  |        |
| 13 octobre  | Jacques Derogy                        | journaliste français                                     | 72  |        |
| 13 octobre  | Joyce Compton                         | actrice américaine                                       | 90  |        |
| 13 octobre  | Adil Carcani                          | ancien premier ministre albanais                         | 75  |        |
| 13 octobre  | Ian Stuart Black                      | scénariste britannique                                   | 82  |        |
| 14 octobre  | Harold Robbins                        | romancier américain                                      | 81  |        |
| 14 octobre  | Augustin Mombo Moukagni               | général gabonais                                         | ?   |        |
| 14 octobre  | Roger Domani                          | directeur de théâtre belge                               | ?   |        |
| 14 octobre  | Jacqueline Delubac                    | actrice française                                        | 87  |        |
| 14 octobre  | Hy Averback                           | réalisateur, acteur et producteur américain              | 76  |        |
| 15 octobre  | Hans Ulrich Saas                      | peintre suisse                                           | 81  |        |
| 15 octobre  | Fritz Peter Hager                     | philosophe suisse                                        | ?   |        |
| 15 octobre  | Nikolai Iosofovich Burchak-Abramovich | paléontologue russe                                      | ?   |        |
| 16 octobre  | James Michener                        | écrivain américain                                       | 90  |        |
| 16 octobre  | Yvette Dussault-Mailloux              | première femme juge québécoise                           | ?   |        |
| 16 octobre  | Audra Lindley                         | actrice américaine                                       | 79  |        |
| 16 octobre  | Adam Kennedy                          | écrivain, acteur, scénariste et peintre américain        | 75  |        |
| 16 octobre  | Lotte Gosslar                         | danseuse américaine                                      | 90  |        |
| 16 octobre  | Frank B. Bibas                        | documentariste américain                                 | 80  |        |
| 17 octobre  | Manuel Va                             | footballeur espagnol                                     | 83  | (es)   |
| 17 octobre  | Antonio Ruiz-Pipó                     | pianiste et musicologue français                         | 63  |        |
| 17 octobre  | André Mazière                         | auteur français                                          | 90  |        |
| 17 octobre  | Marcel Chassard                       | peintre et lithographe français                          | 90  |        |
| 17 octobre  | Pierre-Auguste Boussard               | évêque français                                          | 80  |        |
| 18 octobre  | William Rostler                       | auteur de science-fiction américain                      | 71  |        |
| 18 octobre  | Mata Milosevic                        | acteur et théoricien du théâtre serbe                    | 96  |        |
| 18 octobre  | Roberto Goizueta                      | homme d’affaires américain                               | ?   |        |
| 18 octobre  | Trude Eipperle                        | soprano allemande                                        | 88  |        |
| 18 octobre  | Nancy Hanschman Dickerson             | journaliste et productrice américaine                    | 70  |        |
| 18 octobre  | Ramiro Castillo                       | footballeur bolivien                                     | 31  |        |
| 19 octobre  | Pilar Miró                            | cinéaste espagnole                                       | 57  |        |
| 19 octobre  | Francisco Guerrero                    | compositeur espagnol                                     | ?   |        |
| 19 octobre  | Harold French                         | acteur et réalisateur britannique                        | 97  |        |
| 19 octobre  | Glen Buxton                           | guitariste américain                                     | 50  |        |
| 20 octobre  | Manolo Rodriguez                      | coureur cycliste espagnol                                | 71  |        |
| 20 octobre  | Pierre Géraud                         | fondateur de l’Association des guides et scouts d'Europe | 80  |        |
| 20 octobre  | Dolph Camilli                         | joueur de baseball américain                             | ?   |        |
| 20 octobre  | Henry Vestine                         | guitariste américain                                     | 52  |        |
| 20 octobre  | Frank Robert Miller                   | maréchal de l’air canadien                               | 89  |        |
| 20 octobre  | Harold Albert                         | biographe britannique                                    | 88  |        |
| 21 octobre  | Akira Obiga                           | militant politique kenyen                                | ?   |        |
| 21 octobre  | Nathan Nemetz                         | juge canadien                                            | ?   |        |
| 22 octobre  | Maarten Van Traa                      | député néerlandais                                       | 52  |        |
| 22 octobre  | Manush Muftiu                         | ministre albanais                                        | 78  |        |
| 22 octobre  | Charles McCallister                   | joueur de water-polo américain                           | ?   |        |
| 22 octobre  | Anni Marks-Pleva                      | danseuse allemande                                       | ?   |        |
| 22 octobre  | Reinhard Lauck                        | footballeur international est-allemand                   | 51  | (de)   |
| 22 octobre  | René Gervais                          | compagnon de la Libération                               | 89  |        |
| 22 octobre  | Pierre-Dominique Gaisseau             | ethnologue et musicologue français                       | 74  |        |
| 23 octobre  | Robert Soetens                        | violoniste néerlandais                                   | 92  |        |
| 23 octobre  | Luther Simjian                        | inventeur américain                                      | 92  |        |
| 23 octobre  | René Picandet                         | évêque français                                          | 65  |        |
| 23 octobre  | Michael Peter                         | joueur de hockey sur gazon allemand                      | 81  |        |
| 23 octobre  | Bert Haanstra                         | cinéaste néerlandais                                     | 81  |        |
| 23 octobre  | Laszlo Berki                          | musicien hongrois                                        | 56  |        |
| 24 octobre  | Zoran Todorovic                       | homme d’affaires serbe                                   | ?   |        |
| 24 octobre  | Luis Aguilar Manzo                    | acteur mexicain                                          | 79  |        |
| 24 octobre  | Charles Ferurier                      | officier de l’armée français                             | 82  |        |
| 24 octobre  | Michael Balfour                       | acteur britannique                                       | 79  |        |
| 25 octobre  | Jamie Livingston                      | photographe et réalisateur américain                     | 41  |        |
| 25 octobre  | Tina Lattanzi                         | actrice italienne                                        | 99  |        |
| 25 octobre  | Virgilio Exposito                     | musicien de tango argentin                               | 73  |        |
| 25 octobre  | Nina Catach                           | historienne française                                    | 74  |        |
| 25 octobre  | Maurice Bitter                        | auteur français                                          | 70  |        |
| 26 octobre  | Rankin Smith                          | propriétaire d’une équipe de football américain          | 73  |        |
| 26 octobre  | Pierre Leroy                          | notaire français                                         | 62  |        |
| 27 octobre  | François-Henri de Virieu              | journaliste français                                     | 65  |        |
| 27 octobre  | Georges Pianta                        | député français                                          | 75  |        |
| 28 octobre  | Naoharu Yamashina                     | inventeur japonais du tamagotchi                         | 79  |        |
| 28 octobre  | Klaus Wunderlich                      | musicien allemand                                        | 66  | (de)   |
| 28 octobre  | Jacques Thibau                        | ambassadeur français                                     | 69  |        |
| 28 octobre  | Paul Jarrico                          | réalisateur américain                                    | 82  |        |
| 28 octobre  | Walter Holden Capps                   | homme politique américain                                | 63  |        |
| 29 octobre  | George Walker « Big Nick » Nicholas   | saxophoniste ténor et chanteur américain                 | 49  |        |
| 29 octobre  | Brian Lefley                          | joueur de hockey américain                               | 49  |        |
| 29 octobre  | Anton Szandor LaVey                   | chef de l’Église satanique américain                     | 67  |        |
| 29 octobre  | Roger Houdelot                        | auteur français                                          | 85  |        |
| 29 octobre  | Paul Guth                             | écrivain français                                        | 87  |        |
| 29 octobre  | Jorge Pacheco Areco                   | ancien président uruguayen                               | 78  |        |
| 30 octobre  | Walter Twinn                          | sénateur canadien                                        | 60  |        |
| 30 octobre  | Sydney Newman                         | réalisateur canadien                                     | 80  |        |
| 30 octobre  | Samuel Fuller                         | réalisateur américain                                    | 86  |        |
| 31 octobre  | Bram Appel                            | footballeur international néerlandais devenu entraîneur  | 76  |        |
| 31 octobre  | Hans Bauer                            | footballeur allemand                                     | 70  |        |
| 31 octobre  | George Roth                           | gymnaste américain                                       | ?   |        |
| 31 octobre  | Aimable Pluchard                      | accordéoniste français                                   | ?   |        |
| 31 octobre  | Taisto Kangasniemi                    | lutteur finlandais                                       | ?   |        |
| 31 octobre  | Tadeusz Janczar                       | auteur polonais                                          | ?   |        |
| 31 octobre  | Guendune Rinpoché                     | mystique tibétain                                        | ?   |        |
| 31 octobre  | Sam Hairston                          | joueur de baseball américain                             | 77  |        |
| 31 octobre  | Phil Parmentier                       | bassiste et comédien québécois                           | 38  |        |